# 유구중학교 축구부
유구중학교 축구부는 충청남도 공주시에 위치한 유구중학교의 축구부이다. 

## 같이 보기
- 유구중학교